# Chrysogloeum peruvianum
Chrysogloeum peruvianum är en svampart som beskrevs av Petr. 1959. Chrysogloeum peruvianum ingår i släktet Chrysogloeum och familjen Vizellaceae.   Inga underarter finns listade i Catalogue of Life.